# Uramarsita
La uramarsita és un mineral de la classe dels arsenats, que pertany al grup de la meta-autunita. El seu nom reflecteix la seva composició: urani (Ur), amoni (am) i ions arsenat (ars), d'acord amb la denominació prèvia sent anàleg amb fosfat de la uramfita.

## Característiques
La uramarsita és un arsenat de fórmula química (NH₄)(UO₂)(AsO₄)·3H₂O. Va ser aprovada com a espècie vàlida per l'Associació Mineralògica Internacional l'any 2005. Cristal·litza en el sistema tetragonal.
Segons la classificació de Nickel-Strunz pertany a «08.EB: Uranil fosfats i arsenats, amb ràtio UO₂:RO₄ = 1:1» juntament amb els següents minerals: autunita, heinrichita, kahlerita, novačekita-I, saleeïta, torbernita, uranocircita, uranospinita, xiangjiangita, zeunerita, metarauchita, rauchita, bassetita, lehnerita, metaautunita, metasaleeïta, metauranocircita, metauranospinita, metaheinrichita, metakahlerita, metakirchheimerita, metanovačekita, metatorbernita, metazeunerita, przhevalskita, metalodevita, abernathyita, chernikovita, meta-ankoleïta, natrouranospinita, trögerita, uramfita, threadgoldita, chistyakovaïta, arsenuranospatita, uranospatita, vochtenita, coconinoïta, ranunculita, triangulita, furongita i sabugalita.

## Formació i jaciments
Va ser descoberta al dipòsit d'urani de Bota-Burum, al llac Alakol, a la província d'Almati (Kazakhstan). També ha estat descrita al dipòsit d'or de Darasun, a Vershino-Darasunskiy (Transbaikal, Rússia).